# Heat (EP de SG Lewis y Tove Lo)
«Heat» es un extended play (EP) colaborativo del músico inglés SG Lewis y la cantautora sueca Tove Lo publicado el 14 de junio de 2024, a través del sello independiente de Lo, Pretty Swede Records. El EP es el sexto de Lewis y el tercero de Lo.

## Antecedentes
SG Lewis y Tove Lo empezaron a colaborar en música para el quinto álbum de estudio de Lo, Dirt Femme. El resultado fueron las canciones Call On Me y Pineapple Slice cuando el álbum salió a la venta en otoño de 2022. Call On Me se lanzó como el tercer sencillo promocional del álbum y se incluyó en el segundo álbum de Lewis, AudioLust & HigherLove, en 2023. Ambos continuaron trabajando en canciones después de esto y crearon la mayoría de ellas rápidamente antes de pasar «casi un año» retocándolas. También contaron con la ayuda de Totally Enormous Extinct Dinosaurs para la escritura y producción adicional. Tenían previsto que el EP fuera un proyecto paralelo ocasional, pero se convirtió en algo mucho más importante y requirió mucho más esfuerzo.
En enero y febrero de 2024, el dúo comenzó a anunciar el EP en colaboración con la cantautora canadiense Nelly Furtado, que se convirtió en el single principal Love Bites del álbum 7 de Furtado.

## Lanzamiento y promoción
El 4 de junio de 2024, anunciaron oficialmente el EP con una fecha de lanzamiento fijada para diez días después. Junto con el lanzamiento del EP, el 14 de junio, se lanzó la canción principal como single principal y un vídeo musical para mayores de 18 años con drag queens, clubbing y gente queer. El vídeo fue dirigido por David Wilson, y a continuación se lanzaron los vídeos de las otras tres canciones. Lewis y Lo sólo aparecen en el primer vídeo, y Lo dijo que estaban «tratando de destacar a otras personas y a la comunidad queer más que a nosotros mismos en los vídeos». Lewis describió cada vídeo como la representación de «diferentes bolsillos de una noche de fiesta». Los vídeos fueron filmados en Electrowerkz (Londres) durante el primer evento «Club Heat».
Han promocionado el EP con una serie de actuaciones «Club Heat», el primero de los cuales tuvo lugar en Electrowerkz, el 9 de mayo de dicho año. El segundo, que también sirvió como fiesta de presentación del EP, tuvo lugar el 13 de junio en Heart WeHo, en West Hollywood (California). Otros «Club Heat» se celebraron en el Festival de Glastonbury el 28 de junio, en el 3 Dollar Bill de Brooklyn el 8 de agosto, y un próximo concierto en el Boiler Room de San Francisco como parte del Portola Festival el 27 de septiembre.

## Track listing
Todas las canciones han sido producidas por SG Lewis y Totally Enormous Extinct Dinosaurs, excepto la pista 4, Desire, que ha sido producida únicamente por SG Lewis. Respecto a las letras, todas han tenido la firma de Tove Lo.
| N.º | Título            | Música                                                  | Escritor(es) | Duración |  |
| 1.  | «Heat»            | Samuel George Lewis, Tove Nilsson, Orlando Higginbottom | Tove Lo      | 3:37     |  |
| 2.  | «Let Me Go Oh Oh» | Samuel George Lewis, Tove Nilsson, Orlando Higginbottom | Tove Lo      | 3:58     |  |
| 3.  | «Busy Girl»       | Samuel George Lewis, Tove Nilsson, Orlando Higginbottom | Tove Lo      | 2:22     |  |
| 4.  | «Desire»          | Samuel George Lewis, Tove Nilsson, Orlando Higginbottom | Tove Lo      | 5:34     |  |

Notes
- Heat es estilizada como HEAT
- Let Me Go Oh Oh es estilizada como Let me go OH OH

## Personal
- SG Lewis – producción, programación, sintetizador (todos los temas); batería (temas 1-3);
- Tove Lo – voz principal, coros;
- Rotally Enormous Extinct Dinosaurs – producción, batería, programación, sintetizador (temas 1-3);
- Chris Gehringer - masterización;
- Nathan Boddy - mezcla;
- Lilian Nuthall - asistencia en la mezcla.

## Posición en listas
| Listas (2024)                     | Posición más alta |
| --------------------------------- | ----------------- |
| Estados Unidos (Top Dance Albums) | 15                |